# Space (canal de televisão)
Space é um canal de televisão por assinatura transmitido na América Latina, com origem na Argentina. É um canal pertencente à Warner Bros. Discovery e operado pela Warner Bros. Discovery Americas. Por exibir filmes dos gêneros de ação, ficção científica, policial e terror, e séries do gênero policial e suspense é voltado para mulheres e homens acima de 18 anos de idade. Atualmente ele exibe séries e eventos esportivos consagrados, antes exibidos pelo seu canal-irmão TNT.
No Brasil, também apresenta filmes dublados em português. A voz padrão do canal Space no Brasil é de Felipe Lestar.

## História
Space foi lançado ao ar em 11 de março de 1991 na Argentina e foi o primeiro canal de filmes 24 horas na América Latina.[carece de fontes?] A programação do canal, com forte ênfase no cinema, era composta por filmes dos Estados Unidos, filmes em espanhol e internacionais, blocos temáticos cinematográficos e eventos de boxe.
Em maio de 1997, foi vendido para o Cisneros Television Group, que se tornou Claxson Interactive Group em 2000. Em outubro de 2007, o Space, juntamente com outros 6 canais da Claxson Interactive Group, foram adquiridos pela Turner Broadcasting System Latin America, uma divisão da Time Warner.
O canal foi lançado no Brasil em 2007, com programação similar à da TNT no país.
Em 2008, o logotipo do canal foi alterado, junto com a grade de programação e a identidade visual do canal. Em 2009, chegou a mais países da América Latina, como no México.

## Distribuição
A estrutura do canal na América Latina atualmente é composta por cinco sinais,[carece de fontes?] que são transmitidos nativamente em HD, em simultâneo com a transmissão em SD. Eles são os seguintes:
- Sinal México: Sinal transmitido exclusivamente para o México. Seu horário de referência é o da Cidade do México (UTC-6).
- Sinal Panregional: Sinal transmitido para Colômbia, Peru, Equador, Bolívia, América Central e Caribe. Seu horário de referência é o de Bogotá (UTC-5).
- Sinal Alternativo: Sinal transmitido para Chile e Venezuela. Seu horário de referência é o de Santiago, Chile (UTC-4/-3).
- Sinal Sul: Sinal transmitido para Argentina, Paraguai e Uruguai. Seu horário de referência é o de Buenos Aires (UTC-3).
- Sinal Brasil: Sinal transmitido exclusivamente para o Brasil, em português. Seu horário de referência é o de Brasília (UTC-3).

### Brasil
O canal Space está praticamente em todas as operadoras de TV por assinatura, distribuído como o seu canal irmão TNT. Está no line-up da operadoras Claro TV, Sky, Vivo TV, Oi TV, entre outras. O canal possui uma versão em HD.

## Esportes
O canal também era conhecido por exibir eventos esportivos que são exibidos nos Estados Unidos pela TNT. Grande exemplo era a NBA, geralmente às quintas (exceto nos playoffs e no Jogo das Estrelas), com narração de Marcos César e Delano Vaz e comentários de Magic Paula, Antonio Tozzi, João Bosco Tureta e Fábio Balassiano. As transmissões se encerraram em 2015, já que o Space não conseguiu renovar os direitos de transmissão.
Em 2014, o canal transmitiu em rede com o Esporte Interativo, da qual a Turner era coproprietária, as finais da Copa do Nordeste, Copa Verde e Copa do Rei.
Em outubro de 2015, é anunciado que o canal passaria a transmitir a UEFA Champions League, junto com outros dois canais da Turner, TNT e Esporte Interativo.
Em agosto de 2018, é anunciado o fim dos canais Esporte Interativo na TV fechada, transferindo parte de sua programação aos dois canais da Turner, TNT e Space.
Em janeiro de 2021, o Esporte Interativo é renomeado para TNT Sports.

### Eventos esportivos
- UEFA Champions League (2015 - presente)[7][8]
- UEFA Nations League (2018-2021)
- Brasileirão Série A (2019-2021)
- AEW Dynamite Wrestling (2022 - presente)